# 曹抗
曹抗（?—237年）是东汉、曹魏時期人物，曹操之孫，曹均之子。

## 生平
219年，父亲曹均去世，曹抗繼承父親樊侯的爵位。
221年，曹丕称帝建立曹魏后，曹均被追进为公爵，谥安，曹抗于是进封樊公。
222年，徙封曹抗為薊公。
223年，徙封曹抗為屯留公。
237年，曹抗去世，被追諡為屯留定公，子曹諶繼承爵位。之后二十多年里曹谌封邑屡次增加，最后共达一千九百户。

## 家庭

### 祖父
- 曹操

### 祖母
- 周姬

### 父
- 曹均

### 子
- 曹諶，景初、正元、景元中，累增邑，并前千九百户。晋受禅，降爵为侯。